# Markus Visanti

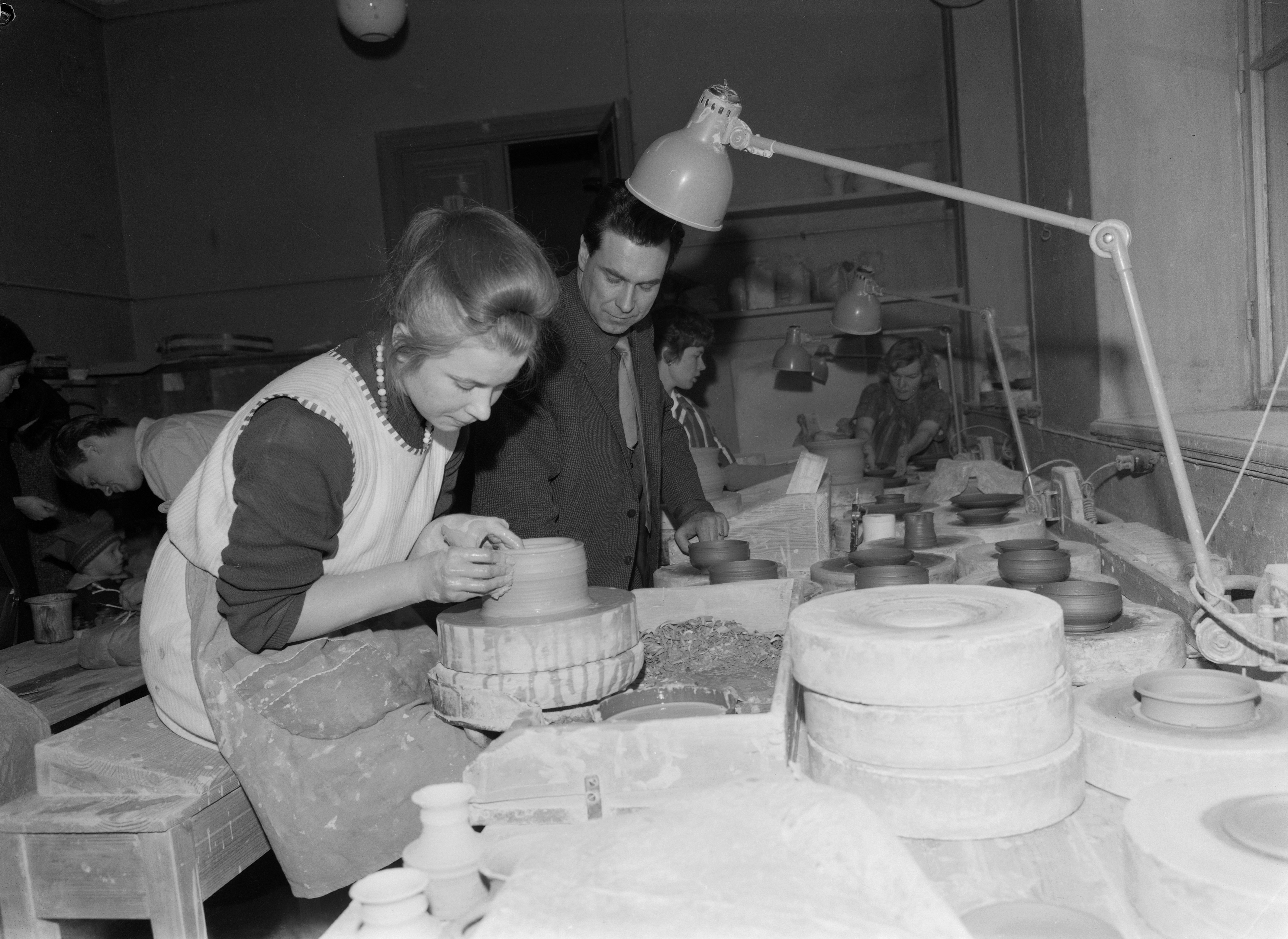
Rektor Visanti (t.h.) och studerande Liisa Seitsonen i Konstindustriella läroverket år 1961.

Markus Mattias Visanti, till 1936 Björklund, född 4 december 1921 i Vasa, död 14 oktober 2003 i Helsingfors, var en finländsk arkitekt.
Visanti utexaminerades 1947 från Tekniska högskolan i Helsingfors och innehade från 1953 egen praktik tillsammans med hustrun, arkitekten Irmeli Visanti. Paret ritade ett flertal kyrkor och kyrkorenoveringar samt under 1950-talet kontors- och bostadsbyggnader i centrala Helsingfors, i Gamlas och på Drumsö; därtill kan nämnas strandkaféet Ursula i Helsingfors (1952). De utgav även ett tiotal handböcker för planerare och villabyggare, av vilka Den öppna spisen (1969) såldes i stor upplaga även i Sverige.
Vid sidan om den privata praktiken var Visanti 1946–1960 lärare vid Konstindustriella läroverket och dess rektor 1960–1970; därtill innehade han ett stort antal förtroendeposter inom olika konstsamfund.
Markus Visantis far Matti Visanti var arkitekt, liksom hans son Matti Johannes Visanti (1945–).